# هواپیمایی چابهار
هواپیمایی چابهار یک شرکت هواپیمایی خصوصی ایرانی ثبت شده در منطقه آزاد تجاری و صنعتی چابهار است و  دفتر مرکزی آن در تهران، ایران واقع شده‌است . قطب عملیاتی این شرکت هواپیمایی در فرودگاه بین‌المللی مهرآباد قرار دارد. موسس این شرکت مرحوم امیر سرتیپ صدیق فرمانده اسبق نیرو هوایی ارتش بود که پس از آن به صندوق بازنشستگی هما واگذار گردید، و سالها هواپیماهای آن در اختیار هما (هواپیمایی جمهوری اسلامی) بوده و فعالیت مستقلی نداشته است. پس از 23 سال این شرکت  در سال 1400 موفق به شروع مجدد فعالیت شده است.

## ناوگان

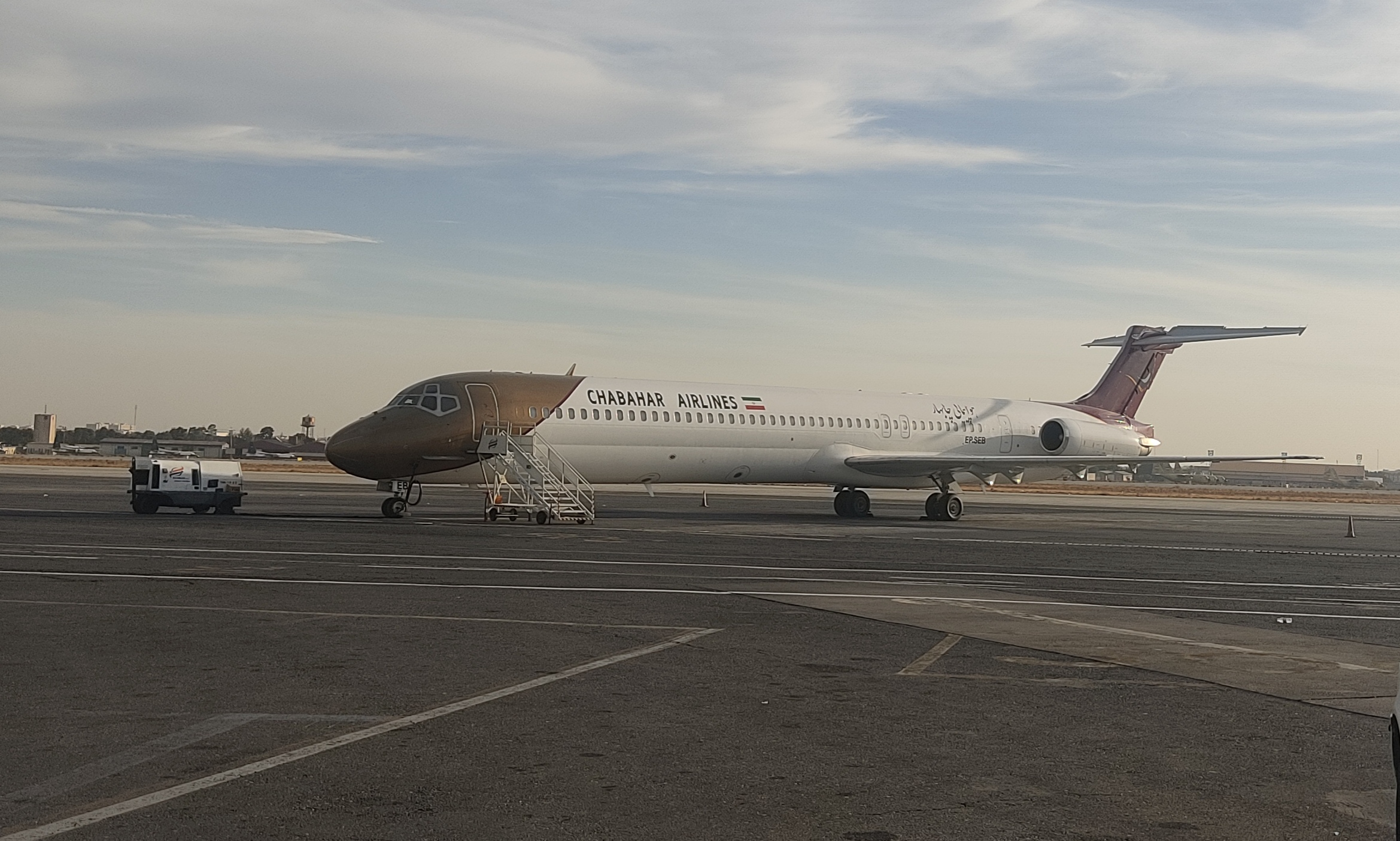
هواپیمای مک‌دانل داگلاس ام‌دی-۸۳ متعلق به هواپیمایی چابهار در فرودگاه مهرآباد - آبان ۱۴۰۲

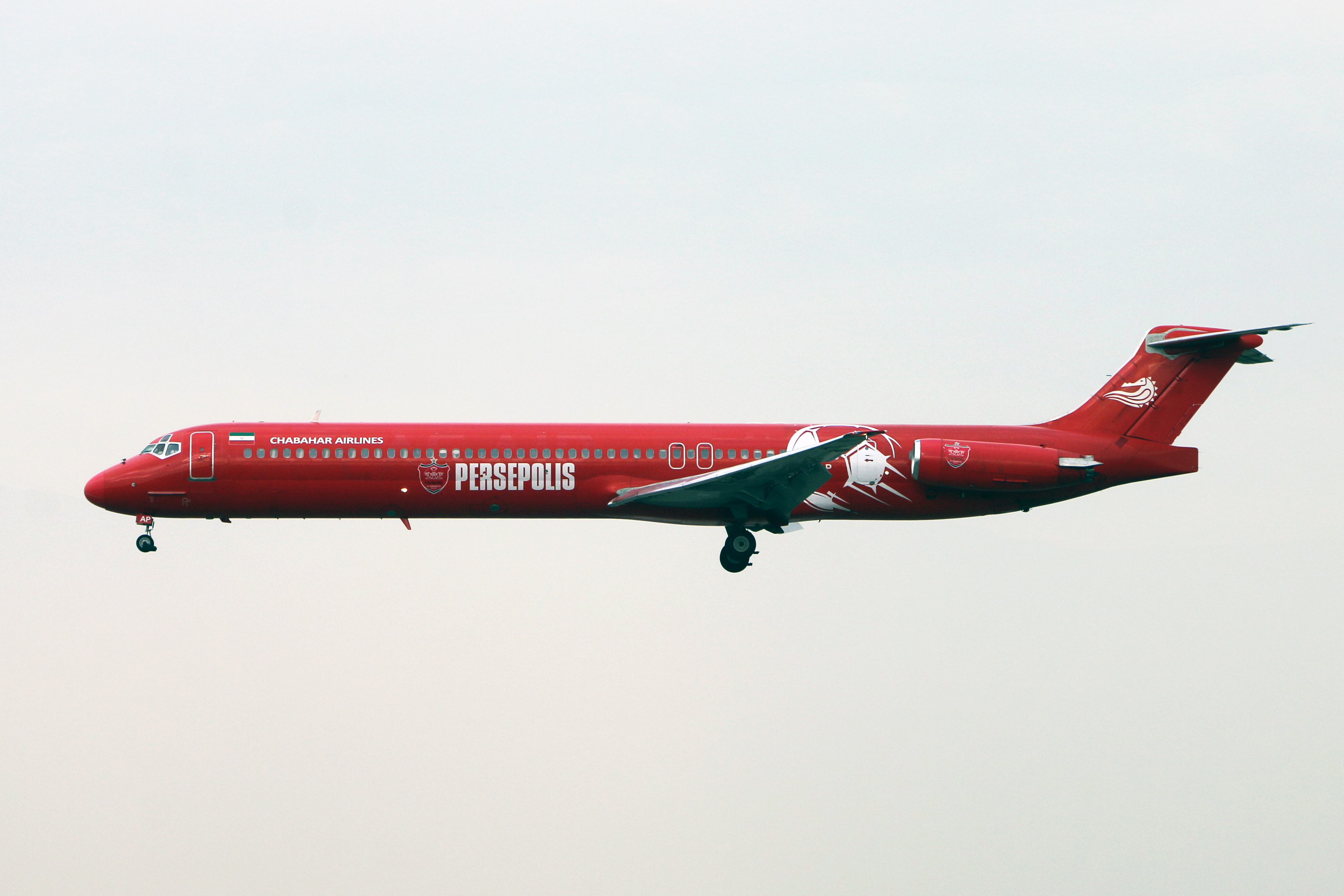
هواپیمای ام‌دی-۸۳ هواپیمایی چابهار که قرار بود به عنوان هواپیمای اختصاصی تیم پرسپولیس در لیگ قهرمانان آسیا ۲۰۲۳ مورد استفاده قرار گیرد.

- ناوگان فعلی

| هواپیما | تعداد | ظرفیت صندلی | توضیحات                                                  |
| ------- | ----- | ----------- | -------------------------------------------------------- |
| ام‌دی ۸۳ | ۳     | ۱۶۵/۱۶۷/۱۷۰ | ۲ فروند اجاره شده از هواپیمایی سهند ایر و هواپیمایی اطلس |
| ام‌دی ۸۲ | ۴     | ۱۶۵/۱۶۷/۱۷۰ |                                                          |
| مجموع   | ۷     |             |                                                          |

- ناوگان سابق

ایلیوشین ایل-۷۶
فوکر ۱۰۰